# Isorropus tricolor
Isorropus tricolor là một loài bướm đêm thuộc phân họ Arctiinae, họ Erebidae.